# Uromys
Genre
Uromys est un genre de rongeurs de la sous-famille des Murinés.

## Liste des sous-genres
- Uromys (Uromys) Peters, 1867
- Uromys (Cyromys) Thomas, 1910

## Liste des espèces
Ce genre comprend selon MSW les espèces suivantes :
Uromys (Cyromys) Thomas, 1910
- Uromys (Cyromys) imperator Thomas, 1888
- Uromys (Cyromys) porculus Thomas, 1904
- Uromys (Cyromys) rex Thomas, 1888

Uromys (Uromys) Peters, 1867
- Uromys (Uromys) anak Thomas, 1907
- Uromys (Uromys) boeadii Groves & Flannery, 1994
- Uromys (Uromys) caudimaculatus Krefft, 1867
- Uromys (Uromys) emmae Groves & Flannery, 1994
- Uromys (Uromys) hadrourus Winter, 1984
- Uromys (Uromys) neobritannicus Tate & Archbold, 1935
- Uromys (Uromys) siebersi Thomas, 1923

Auxquels il faut ajouter une espèce découverte en 2017, un rat géant des îles Salomon, :
- Uromys vika Lavery & al, 2017